# Skiper Yáñez Calvachi
Skiper Bladimir Yáñez Calvachi (ur. 5 lutego 1972 w Machachi) – ekwadorski duchowny katolicki, biskup Babahoyo od 2018.

## Życiorys

### Prezbiterat
Święcenia kapłańskie otrzymał 29 czerwca 1996 i został inkardynowany do archidiecezji Quito. Był m.in. dyrektorem archidiecezjalnego archiwum, notariuszem i sędzią sądu kościelnego, kanclerzem kurii i wikariuszem biskupim dla jednego z rejonów archidiecezji.

### Episkopat
24 czerwca 2014 Franciszek mianował go biskupem ordynariuszem diecezji Guaranda. Sakry biskupiej udzielił mu 15 sierpnia 2014 nuncjusz apostolski w Ekwadorze - arcybiskup Giacomo Guido Ottonello. 
27 marca 2018 został mianowany biskupem diecezji Babahoyo.